# Золотистый манакин
Золотистый манакин, или короткокрылый манакин (лат. Manacus vitellinus) — вид птиц из семейства манакиновых. Выделяют четыре подвида. Распространены в Панаме и Колумбии.

## Подвиды и распространение
Выделяют четыре подвида:
- M. v. vitellinus (Gould, 1843) — восток Панамы и северо-запад Колумбии
- M. v. amitinus Wetmore, 1959 — остров 	Ескудо-де-Верагуас[англ.] (к северу от Панамы)
- M. v. milleri Chapman, 1915 — север Колумбии
- M. v. viridiventris Griscom, 1929 — запад Колумбии

## Описание
Выражен половой диморфизм. Самцы немного крупнее самок, достигают длины от 10 до 11 см и массы 18—19 г. Длина самок варьирует от 9,6 до 10,4 см, а масса — от 16 до 17 г. Самки в основном окрашены в оливково-зелёный цвет, с более бледным жёлто-оливковым оттенком в нижней части груди и брюха. Крылья и хвост тёмные с оливковыми краями. У самцов макушка (вплоть до линии глаз), спина, лопатки, крылья и хвост чёрного цвета. Надхвостье и верхние кроющие перья хвоста оливково-зелёные. Перья на подбородке и горле удлинены (длина до 20 мм) и могут приподниматься при позывках и демонстрационном поведении. Подбородок, горло и грудь имеют яркую и глянцевую окраску глубокого золотисто-жёлтого цвета, также окрашены бока шеи и затылок, что создаёт вид широкого воротника. Нижняя часть груди, бока, брюхо и кроющие перья подхвостья оливково-зелёные с жёлто-оливковой полосой на брюхе. Нижние кроющие перья крыльев окрашены в смешанный жёлтый и чёрный цвета, а подмышечные впадины и основания кроющих перьев крыльев от беловатого до бледно-жёлтого цвета.
Клюв черный, иногда с тёмно-серым основанием подклювья, короткий, с неглубоко изогнутой вершиной и слегка загнутым кончиком. Радужная оболочка от мышино-коричневой до тёмно-коричневой. Цевка и пальцы ног от ярко-оранжевого до красновато-оранжевого или тускло-алого цвета, а когти — тёмно-серые или чёрные.
Подвиды различаются в основном размером (amitinus заметно крупнее прочих) и интенсивностью окраски самцов.
Молодые особи сходны с самками.

## Биология
Питаются мелкими фруктами и насекомыми. Гнездо располагают в 0,6—1,5 м от земли. В кладке два яйца.

## Сохранение
МСОП присвоил виду охранный статус LC.